# Pinus bhutanica
Pinus bhutanica Grierson, Long & Page – gatunek drzewa z rodziny sosnowatych (Pinaceae). Naturalny zasięg występowania obejmuje Bhutan, Chiny (prowincja Junnan), Indie (stan Arunachal Pradesh).

## Morfologia
PokrójKorona rozłożysta. Gałęzie opadające, skręcone.
PieńOsiąga wysokość 25 m.
LiścieIgły zebrane po 5 na krótkopędzie, wiotkie, zwisające, długości 15–24 cm.
SzyszkiPodłużne, owalne, o długości 12–20, szerokości 3–4 cm do 5–7 cm po otarciu. Nasiona brązowe, o rozmiarach 6–8 na 4–5 mm, ze skrzydełkiem o długości ok. 2 cm i szerokości 0,7–1 cm.

## Biologia i ekologia
Przekrój poprzeczny liści trójkątny. Aparaty szparkowe widoczne tylko na dwóch spodnich stronach liścia. Igły z trzema lub czterema kanałami żywicznymi.
Występuje na wysokościach 729–2750 m n.p.m. Tworzy m.in. mieszane lasy sosnowe i dębowo-sosnowe.

## Systematyka i zmienność
Pozycja gatunku w obrębie rodzaju Pinus
- podrodzaj Strobus
  - sekcja Quinquefoliae
    - podsekcja Strobus
      - gatunek P. bhutanica

Gatunek ten przez długi czas nie był rozpoznawany jako odrębny od sosny himalajskiej (P. wallichiana), w związku z tym zbiory w herbariach dotyczące P. bhutanica mogą być częścią zbiorów P. wallichiana. Niektóre cechy rozróżniające obydwa gatunki nie zostały dostatecznie zbadane, gdyż dotyczą np. młodych pędów, nie zawsze zbieranych. Niektórzy autorzy traktują P. bhutanica jako podgatunek lub odmianę P. wallichiana (Pinus wallichiana subsp. bhutanica (Grierson et al.) Businsky 1999).

## Zagrożenia i ochrona
W 2007 r. i następnie w 2013 Międzynarodowa Unia Ochrony Przyrody przyznała temu gatunkowi w skali świata kategorię zagrożenia LC (least concern), czyli jest gatunkiem najmniejszej troski spośród gatunków niższego ryzyka. 
Za zagrożenie dla gatunku uznano wycinkę drzew w celu pozyskania surowca drzewnego. Jednak dzięki preferencjom siedliskowym P. bhutanica i zdolności do adaptacji nie obserwuje się jego zanikania.